# Арсенид алюминия-галлия
Арсенид алюминия-галлия (иные названия: алюминия галлия арсенид, алюминия-галлия арсенид) — тройное соединение мышьяка с трехвалентными алюминием и галлием, переменного состава, состав выражается химической формулой AlxGa1-xAs). Здесь параметр x принимает значения от 0 до 1 и показывает относительное количество атомов алюминия и галлия в соединении. При x=0 формула отвечает арсениду галлия (GaAs), при x=1 — арсениду алюминия (AlAs). Является широкозонным полупроводником, причём ширина запрещенной зоны при 300 К плавно изменяется в зависимости от х от 1,42 эВ у GaAs до 2,16 эВ у AlAs. В диапазоне х от 0 до 0,4 является прямозонным полупроводником. Постоянная решётки этого соединения практически не зависит от параметра х, и, соответственно, совпадает с таковой у GaAs.
В литературе параметр х, где не возникнет двусмысленности, обычно опускается, и формула AlGaAs подразумевает именно это соединение указанного переменного состава.

## Кристаллическая структура
Сингония кристалла — кубическая, типа цинковой обманки (сфалерита) с постоянной решётки около 0,565 нм и слабо зависит от параметра х.

## Получение
Тонкие плёнки соединения обычно выращивают на подложках методом газофазной эпитаксии из разреженной смеси газов, например, триметилгаллия, триметилалюминия и арсина, причём параметр х при таком процессе можно регулировать, изменяя концентрации триметилгаллия и триметилалюминия в газе (для упрощения коэффициентов показаны получения соединений с равными количествами атомов Al и Ga):
Ga(CH3)3 + Al(CH3)3 + 2 AsH3 → AlGaAs2 + 6 CH4.
Также AlGaAs получают методом молекулярно-пучковой эпитаксии:
2 Ga + 2 Al + As4 → 2 AlGaAs2.

## Применение
AlGaAs применяют в промежуточных слоях полупроводниковых гетероструктур для вытеснения электронов в слой чистого арсенида галлия. Пример подобных полупроводниковых приборов — фотодатчики, использующие эффект квантовой ямы.
На основе AlGaAs строятся инфракрасные (пик излучения на 880 нм) и красный (пик излучения 660 нм) светодиоды. Светодиоды инфракрасного излучения с пиком 880 нм применяются для создания инфракрасных каналов связи, в том числе в интерфейсе IrDA и пультах дистанционного управления. 
Также AlGaAs может быть использован для создания полупроводниковых лазеров ближнего ИК-диапазона с длиной волны излучения 1,064 мкм.

## Токсичность и вредность
С этой точки зрения AlGaAs недостаточно изучен. Известно, что пыль соединения вызывает раздражение кожи, глаз и лёгких. Аспекты охраны труда и производственной гигиены в процессе газовой эпитаксии, при которой используются такие соединения, как триметилгаллий и арсин, изложены в обзоре.